# ژولیو سزار مندز موریرا
ژولیو سزار مندز موریرا (به پرتغالی: Júlio César Mendes Moreira) مدافع اهل برزیل است که در شهر Pouso Alegre و در تاریخ ۱۹ ژانویهٔ ۱۹۸۳ به دنیا آمده‌است.
ژولیو سزار مندز موریرا در تیم‌های فوتبال Portuguesa Santista سابقهٔ حضور دارد.